# First Houses
First Houses est un ensemble d'habitations à loyer modéré situé dans le Lower East Side de l'arrondissement de Manhattan, à New York, au niveau de la troisième rue et de l'avenue A. L'ensemble, construit en 1935, est composé de plusieurs immeubles de cinq et huit étages, totalisant un ensemble de 122 appartements de trois et quatre pièces.
Il s'agit de l'un des premiers ensembles de logements sociaux construit aux États-Unis. L'ensemble architectural est classé Landmarks de la Ville de New York en 1974, et inscrit  au Registre national des lieux historiques en 1978.